# Cinecorriere
Cinecorriere è una rivista bimestrale, distribuita agli addetti ai lavori del mondo del cinema. È stato fondato da Alberto Crucillà nel 1948 e da allora è sempre regolarmente uscito. Dal 2005 al 2007 è stato venduto in edicola, ma l'affollamento dei free press ha costretto al ritiro della rivista dalle edicole, per rimanere nel settore del cinema professionale. Dal 2012 la rivista, condotta da Renato Marengo, ha intrapreso un profondo rinnovamento per sviluppare canali e strade tipiche di una rivista moderna.
Dal 2010 esiste anche l'edizione online, che presenta ogni giorno molte delle uscite sul grande schermo, insieme ad approfondimenti e informazioni su festival, documentari e cortometraggi, con interessi anche nel mondo della musica e delle arti in generale . Dal 2012 è possibile scaricare la rivista, corredata di servizi e rubriche, in formato PDF. Il direttore responsabile è stato Crucillà fino alla sua morte nel 2008 a 91 anni, dal 2008 al 2011 ha diretto la rivista Fabrizio Cerqua già giornalista Rai e direttore di Radiocorriere TV . Dal 2011 ha assunto la direzione Renato Marengo.
L'intera collezione dal 1948 ad oggi è conservata nella Biblioteca Multimediale del Comune di Formello - Fondo Cinema Roberto Rossellini. Il Fondo è frutto della donazione del direttore Crucillà dell'intera sua biblioteca specializzata di cinema unitamente al grande amico Mario Verdone. Donazione effettuata nel 2005 e oggi mantenuta viva grazie all'editore attuale di Cinecorriere che dona alla biblioteca ogni libro che viene inviato per le recensioni.
In edicola Cinecorriere ha pubblicato anche il periodico Cinecorriere Poster, con una raccolta di musiche cantate da Alberto Sordi (nel 2007)
La rivista è di proprietà della società MEMA Srls che la edita.